# Titularbistum Oescus
Oescus (ital.: Esco) ist ein Titularbistum der römisch-katholischen Kirche.
Es geht zurück auf einen Bischofssitz in der Stadt Oescus, die sich in der Spätantike in der römischen Provinz Dacia ripensis (heutiges Bulgarien) befand. Das Bischofssitz war  der Kirchenprovinz Ratiaria an.
| Titularbischöfe von Oescus |                                   |                                                            |                   |                   |
| Nr.                        | Name                              | Amt                                                        | von               | bis               |
| 1                          | Gaudencio Borbon Rosales          | Weihbischof in Manila (Philippinen)                        | 12. August 1974   | 9. Juni 1982      |
| 2                          | Anthony Theodore Lobo             | Weihbischof in Karatschi (Pakistan)                        | 8. Juni 1982      | 28. Mai 1993      |
| 3                          | Kevin Michael Britt               | Weihbischof in Detroit (USA)                               | 23. November 1993 | 10. Dezember 2002 |
| 4                          | Gustavo García-Siller MSpS        | Weihbischof in Chicago (USA)                               | 24. Januar 2003   | 14. Oktober 2010  |
| 5                          | Paulo César Costa                 | Weihbischof in São Sebastião do Rio de Janeiro (Brasilien) | 24. November 2010 | 22. Juni 2016     |
| 6                          | Emmanuel Dessi Youfang            | Weihbischof in Bafoussam (Kamerun)                         | 7. November 2016  | 13. Mai 2020      |
| 7                          | Vincent Tshomba Shamba Kotsho     | Weihbischof in Kinshasa (Demokratische Republik Kongo)     | 29. Juni 2020     | 11. Juni 2022     |
| 8                          | Tonito Francisco Xavier Muananoua | Weihbischof in Maputo (Mosambik)                           | 1. März 2023      |                   |